# Zaloška Gorica
Zaloška Gorica – wieś w Słowenii, w gminie Žalec. W 2018 roku liczyła 39 mieszkańców.